# Диродийгептадекабериллий
Диродийгептадекабериллий — бинарное неорганическое соединение
родия и бериллия
с формулой Be17Rh2,
кристаллы.

## Получение
- Сплавление стехиометрических количеств чистых веществ:

{\displaystyle {\mathsf {2Rh+17Be\ {\xrightarrow {T}}\ Be_{17}Rh_{2}}}}

## Физические свойства
Диродийгептадекабериллий образует кристаллы
гексагональной сингонии,
пространственная группа P 63/mmc,
параметры ячейки a = 0,419 нм, c = 1,008 нм, Z = 1,
структура типа диторийгептадеканикеля Ni17Th2
.